# Шарлотт-Харбор (Флорида)
Шарлотт-Харбор (англ. Charlotte Harbor) — статистически обособленная местность, расположенная в округе Шарлотт (штат Флорида, США) с населением в 3647 человек по статистическим данным переписи 2000 года.

## География
По данным Бюро переписи населения США статистически обособленная местность Шарлотт-Харбор имеет общую площадь в 5,7 квадратных километров, водных ресурсов в черте населённого пункта не имеется.
Статистически обособленная местность Шарлотт-Харбор расположена на высоте 1 м над уровнем моря.

## Демография
По данным переписи населения 2000 года в Шарлотт-Харбор проживало 3647 человек, 823 семьи, насчитывалось 1771 домашнее хозяйство и 2277 жилых домов. Средняя плотность населения составляла около 639,82 человек на один квадратный километр. Расовый состав населённого пункта распределился следующим образом: 93,67 % белых, 2,85 % — чёрных или афроамериканцев, 0,19 % — коренных американцев, 1,29 % — азиатов, 0,03 % — выходцев с тихоокеанских островов, 0,71 % — представителей смешанных рас, 1,26 % — других народностей. Испаноговорящие составили 3,21 % от всех жителей статистически обособленной местности.
Из 1771 домашних хозяйств в 10,1 % воспитывали детей в возрасте до 18 лет, 38,2 % представляли собой совместно проживающие супружеские пары, в 5,4 % семей женщины проживали без мужей, 53,5 % не имели семей. 48,0 % от общего числа семей на момент переписи жили самостоятельно, при этом 34,8 % составили одинокие пожилые люди в возрасте 65 лет и старше. Средний размер домашнего хозяйства составил 1,77 человек, а средний размер семьи — 2,41 человек.
Население статистически обособленной местности по возрастному диапазону по данным переписи 2000 года распределилось следующим образом: 9,4 % — жители младше 18 лет, 4,1 % — между 18 и 24 годами, 13,7 % — от 25 до 44 лет, 16,6 % — от 45 до 64 лет и 56,3 % — в возрасте 65 лет и старше. Средний возраст жителей составил 70 лет. На каждые 100 женщин в Шарлотт-Харбор приходилось 73,0 мужчин, при этом на каждые сто женщин 18 лет и старше приходилось 69,3 мужчин также старше 18 лет.
Средний доход на одно домашнее хозяйство статистически обособленной местности составил 29 468 долларов США, а средний доход на одну семью — 39 583 доллара. При этом мужчины имели средний доход в 26 157 долларов США в год против 19 097 долларов среднегодового дохода у женщин. Доход на душу населения статистически обособленной местности составил 29 468 долларов в год. 4,5 % от всего числа семей в населённом пункте и 10,3 % от всей численности населения находилось на момент переписи населения за чертой бедности, при этом 22,6 % из них были моложе 18 лет и 5,5 % — в возрасте 65 лет и старше.